# Erik Palmskiöld
Erik Larsson Runell, sent i livet (1681) adlad med namnet Palmskiöld, född 7 oktober 1608 på Runsö, Överselö socken, Södermanland, död 4 juni 1686 i Stockholm, "archivarius" (arkivsekreterare) i Riksarkivet.

## Biografi
Erik Larsson, som tog sitt namn Runell efter födelseorten, var son till häradsskrivaren Lars Eriksson som en tid varit betjänt hos änkedrottning Kristina. Modern Elin Eriksdotter kom från Runseby. Sonen Erik Larsson blev student vid Uppsala universitet 1625, kanslist i Riksarkivet 1631, aktuarie 1641 och fick slutligen 1651 den tjänst som sekreterare (eller "archivarius"), det vill säga arkivets föreståndare, som är föregångare till dagens riksarkivarietjänst.
Under hans tid blev Riksarkivet för första gången systematiskt ordnat och förtecknat, sedan det på 1640-talet erhållit en ny rymlig lokal i östra delen av slottet Tre Kronor. Själv uppgjorde han med egen hand en mängd arkivförteckningar, däribland översiktsförteckningar med angivande av handlingarnas plats i arkivet samt digra register över s.k. "förnämliga handlingar"  (riksdagsbeslut, fredsfördrag, stadgar och förordningar m.m.) från slutet af 1100-talet till 1685, dels i kronologisk ordning,  dels alfabetiskt efter vissa titlar. 
Palmskiöld har för sin långa, förtjänstfulla verksamhet i Riksarkivet kallats restaurator archivi. Han var även under åtskilliga riksdagar och möten (1647-1660) förordnad att ta emot och skriftligen uppsätta allmogens besvär och dess svar på de kungliga propositionerna. 1654-1666 förvaltade han kassan i Kungl. Maj:ts kansli.
Palmskiöld var först gift med Elisabeth Ernest, dotter till en bergsöverste och befallningsman i Järnbergslagen. Hans andra hustru var Magdalena Gavelia, dotter till Elias Pedersson av släkten Gavelius, och via sin mor härstammande från Bureätten. I andra äktenskapet föddes Elias Palmskiöld.